# José Garriga-Nogués y Roig
José Garriga-Nogués y Roig, nacido José Garriga y Roig, I marqués de Cabanes (1877 - Barcelona; 6 de marzo de 1935) fue un banquero y dirigente deportivo español.

## Biografía
José Garriga-Nogués era miembro de una importante familia de comerciantes, empresarios y banqueros. Su padre, Pedro Garriga y Nogués, había fundado en 1886 en Barcelona la banca Garriga Nogués y Sobrino, S.R.C., junto a Ruperto Garriga y Miranda, hijo de su hermano Manuel.
José Garriga-Nogués empezó a trabajar en el banco familiar en 1892. Tras la muerte del padre, mantuvo la asociación con su primo Ruperto Garriga, y en 1901 ambos crearon el banco de valores Garriga Nogués Sobrinos, S. en C., del que fue gerente.
Se casó con Pilar Garriga-Nogués y Coll, hija de su primo y socio Ruperto. Su hijo, José Garriga-Nogués y Garriga-Nogués continuó al frente del banco familiar, que transformó en la sociedad anónima Banco Garriga Nogués en 1947.
Fue uno de los banqueros barceloneses más prestigiosos de principios del siglo XX, como demuestran los múltiples cargos de responsabilidad para los que fue elegido. Fue socio fundador y primer presidente de la Asociación del Mercado Libre de Valores, de 1915 a 1918. Fue también presidente de la Asociación de Banqueros de Barcelona desde 1911 hasta 1931, y posteriormente presidente de honor hasta su muerte. De 1915 a 1919 ocupó la presidencia y gerencia del Sindicato de Banqueros de Barcelona, SA (Sindibank), una entidad bancaria impulsada por la citada Asociación de Banqueros de Barcelona. Fue vicepresidente en la Cámara de Comercio de Barcelona y en el Comité Central de la Banca Española, así como vocal en el consejo de Aguas de Barcelona. En 1922 el rey Alfonso XIII le concedió el título de marqués de Cabanes.

### En el deporte
José Garriga-Nogués y  Roig fue un gran aficionado a la práctica del tenis, siendo miembro del Lawn-Tennis Club Turó. Fue presidente del club de 1923 a 1924. Antes, de 1916 a 1920, presidió la Federación Catalana de Tenis, por entonces llamada Asociación de Lawn Tennis de Cataluña. En su honor el Real Club Turó creó el Trofeo Marqués de Cabanes.

## Obras
- La banca: su historia, sus problemas (1929)